# 硝酸鈉
硝酸鈉為无机鹽的一種，化学式为NaNO3，白色固體粉末，又稱為智利硝石或祕魯硝石（較不常見）其水溶液呈中性，pH約6.7~7.3。世上最大的硝酸鈉礦位於智利阿塔卡馬沙漠。
可由下列化學式合成:
NaOH(aq) + HNO3(aq) → NaNO3(aq) + H2O(l)
硝酸钠加热至380℃分解产生亚硝酸钠和氧气 。
硝酸钠具有氧化性，可与铅共热反应产生亚硝酸钠和氧化铅。还在常温下将氢碘酸氧化成碘单质并形成一氧化氮：
2NaNO3 + 8HI → 2NaI + 3I2 + 2NO↑ + 4H2O 
硝酸钠溶液中引入氢离子后会表现出硝酸的特性：
4NaNO3 + 4H2SO4 →（加热）4NaHSO4 + 4NO2↑ + O2↑ + 2H2O
NaNO3(aq) + 3FeCl2 + 4HCl →（加热） NaCl+ 3FeCl3 + NO↑ + 2H2O
将硝酸钠与氧化钠置于银坩埚中以700°C加熱，大约7天后，会生成白色晶体原硝酸钠(Na3NO4)，它对水蒸气及二氧化碳十分敏感。
硝酸鈉為醃製鹽的成分之一。